# Polypedilum ornatipennis
Polypedilum ornatipennis är en tvåvingeart som först beskrevs av Jean-Jacques Kieffer 1918.  Polypedilum ornatipennis ingår i släktet Polypedilum och familjen fjädermyggor. Inga underarter finns listade i Catalogue of Life.